# Canton de La Garenne-Colombes
Le canton de La Garenne-Colombes est une ancienne division administrative française située dans le département des Hauts-de-Seine en région Île-de-France. Son chef-lieu est La Garenne-Colombes.

## Administration

### Département de laSeine
| Période | Période | Identité   | Étiquette | Qualité                                                           |
| ------- | ------- | ---------- | --------- | ----------------------------------------------------------------- |
| 1961    | 1967    | Max Catrin | CNI       | Oto-rhino-laryngologiste Maire de La Garenne-Colombes (1975-2001) |

### Département desHauts-de-Seine
| Période | Période          | Identité                 | Étiquette | Qualité                                                                                       |
| ------- | ---------------- | ------------------------ | --------- | --------------------------------------------------------------------------------------------- |
| 1967    | 1973             | Albert Fabbi (1907-1987) | UDR       | Maire de La Garenne-Colombes (1971-1975)                                                      |
| 1973    | 1985             | Jean Suchet              | RPR       | Maire de La Garenne-Colombes                                                                  |
| 1985    | 2004             | Max Catrin               | CNI       | Maire de La Garenne-Colombes Suppléant du député Jacques Kossowski (1997-2002)                |
| 2004    | 2010 (démission) | Philippe Juvin           | UMP       | Anesthésiste-réanimateur Maire de La Garenne-Colombes depuis 2001 Député européen depuis 2009 |
| 2010    | 2015             | Isabelle Caullery        | UMP       | Députée européenne (1999-2004) Elue en 2015 dans le Canton de Colombes-2                      |

## Composition
| Communes            | Population (2012) | Code postal | Code Insee |
| ------------------- | ----------------- | ----------- | ---------- |
| La Garenne-Colombes | 26 699            | 92 250      | 92 035     |

## Démographie
| 1968   | 1975   | 1982   | 1990   | 1999   | 2006   | 2011   | 2012   |
| ------ | ------ | ------ | ------ | ------ | ------ | ------ | ------ |
| 26 562 | 24 038 | 20 990 | 21 754 | 24 067 | 27 188 | 28 297 | 28 371 |

## Pour approfondir